# Mohamed Abdou Bakheet
Mohamed Abdou Bakheet (ur. 25 grudnia 1987) – katarski lekkoatleta specjalizujący się w biegach długich.
W 2006 zdobył srebro w biegu na 5000 metrów oraz był czwarty na dwukrotnie dłuższym dystansie podczas juniorskich mistrzostw krajów arabskich, a także został mistrzem Azji juniorów w biegu na 10 000 metrów. W tym samym sezonie startował w Pekinie w mistrzostwach świata juniorów zajmując w biegu na 10 000 metrów siódmą lokatę. Jest mistrzem Azji w biegu maratońskim z 2011.
Trzykrotnie – bez sukcesów indywidualnych – startował w mistrzostwach świata w biegach na przełaj.  
Rekordy życiowe: bieg na 5000 metrów –  13:59,8 (4 listopada 2006, Kair); bieg na 10 000 metrów – 29:18,76 (16 sierpnia 2006, Pekin); bieg maratoński – 2:12:14 (27 stycznia 2012, Dubaj). 

## Osiągnięcia
| Rok  | Impreza                                   | Miejsce       | Konkurencja            | Pozycja     | Wynik    |
| ---- | ----------------------------------------- | ------------- | ---------------------- | ----------- | -------- |
| 2005 | Mistrzostwa świata w biegach przełajowych | Saint-Galmier | bieg juniorów na 8 km  | 26. miejsce | 25:15    |
| 2006 | Mistrzostwa świata w biegach przełajowych | Fukuoka       | bieg juniorów na 8 km  | 32. miejsce | 25:29    |
| 2006 | Mistrzostwa Azji juniorów                 | Makau         | bieg na 10 000 m       | 1. miejsce  | 30:25,03 |
| 2006 | Mistrzostwa świata juniorów               | Pekin         | bieg na 10 000 m       | 7. miejsce  | 29:18,76 |
| 2007 | Mistrzostwa świata w biegach ulicznych    | Udine         | bieg na 20 km          | 21. miejsce | 61:38    |
| 2010 | Mistrzostwa świata w biegach przełajowych | Bydgoszcz     | bieg seniorów na 12 km | –           | DNF      |
| 2011 | Mistrzostwa Azji w biegu maratońskim      | Pattaya       | bieg maratoński        | 1. miejsce  | 2:23:07  |
| 2012 | Igrzyska olimpijskie                      | Londyn        | maraton                | 68. miejsce | 2:25:17  |